# US Open 2017 (tennis, rolstoelvrouwendubbel)
Op het US Open in 2017 speelden de rolstoelvrouwen de wedstrijden in het dubbelspel op donderdag 7 en zaterdag 9 september 2017 in het USTA Billie Jean King National Tennis Center te New York.

## Toernooisamenvatting
Van de Nederlandse titelhoudsters Jiske Griffioen en Aniek van Koot had de eerste zich niet voor deze editie van het toernooi ingeschreven. Van Koot speelde samen met de Amerikaanse Dana Mathewson – zij bereikten de finale.
Het als eerste geplaatste Nederlandse koppel Marjolein Buis en Diede de Groot won het toernooi. In de finale versloegen zij het ongeplaatste koppel Dana Mathewson en Aniek van Koot in twee sets. Het koppel Buis / De Groot won al eerder dubbelspeltitels, recentelijk op de ACSA South Africa Open in Johannesburg in april 2017, alsmede op de British Open Wheelchair Tennis Championships in Nottingham in augustus 2017.

## Geplaatste teams
| Nr. | Team                          | Resultaat    | Uitgeschakeld door            |
| --- | ----------------------------- | ------------ | ----------------------------- |
| 1.  | Marjolein Buis Diede de Groot | winnaressen  | winnaressen                   |
| 2.  | Yui Kamiji Lucy Shuker        | halve finale | Dana Mathewson Aniek van Koot |

## Toernooischema
| Legenda | Legenda                  |
| ------- | ------------------------ |
| Q       | Qualifier                |
| WC      | Deelname via wildcard    |
| LL      | Lucky Loser              |
| r       | Opgave / trok zich terug |
| w/o     | Walk-over                |
| Alt     | Alternate                |
| SE      | Special Exempt           |
| PR      | Protected Ranking        |
| d       | Diskwalificatie          |

|  | eerste ronde | eerste ronde                         | eerste ronde                  | eerste ronde | eerste ronde |                               |   | finale | finale | finale | finale | finale |
|  |              |                                      |                               |              |              |                               |   |        |        |        |        |        |
|  | 1            | Marjolein Buis Diede de Groot        | 6                             | 6            |              |                               |   |        |        |        |        |        |
|  |              | Sabine Ellerbrock Kgothatso Montjane | 3                             | 2            |              |                               |   |        |        |        |        |        |
|  |              | Sabine Ellerbrock Kgothatso Montjane | 3                             | 2            | 1            | Marjolein Buis Diede de Groot | 6 | 6      |        |        |        |        |
|  |              |                                      |                               |              |              | Marjolein Buis Diede de Groot | 6 | 6      |        |        |        |        |
|  |              |                                      | Dana Mathewson Aniek van Koot | 4            | 3            |                               |   |        |        |        |        |        |
|  |              | Dana Mathewson Aniek van Koot        | Dana Mathewson Aniek van Koot | 4            | 3            | 0                             | 6 | [10]   |        |        |        |        |
|  |              | Dana Mathewson Aniek van Koot        |                               |              |              | 0                             | 6 | [10]   |        |        |        |        |
|  | 2            | Yui Kamiji Lucy Shuker               | 6                             | 4            | [5]          |                               |   |        |        |        |        |        |